# Montclar-de-Comminges
Montclar-de-Comminges (em occitano:  Montclar de Comenge) é uma comuna francesa na região administrativa da Occitânia, no departamento do Alto Garona. Estende-se por uma área de 6.45 km², com 78 habitantes, segundo o censo de 2018, com uma densidade de 12 hab/km².